# George Barr McCutcheon

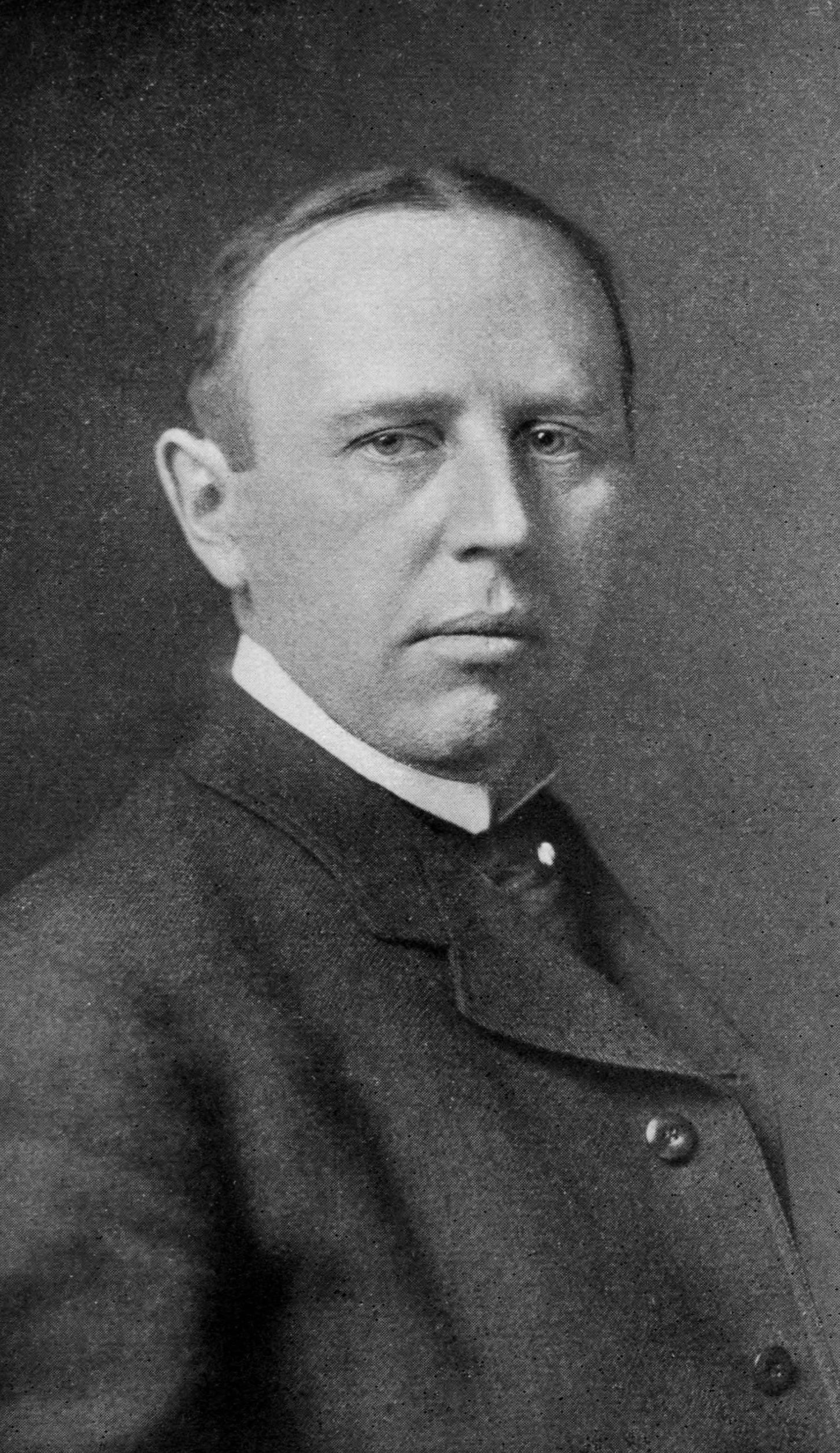
George Barr McCutcheon, 1903

George Barr McCutcheon (* 26. Juli 1866 in Lafayette (Indiana); † 23. Oktober 1928 in Manhattan) war ein US-amerikanischer Schriftsteller und Bühnenautor.

## Leben
George, der Sohn von John Barr McCutcheon (1828–1888) und Clara McCutcheon, geborene Glick (1841–1916), wurde auf der väterlichen Farm an den Ufern des Wabash River in der Nähe von Lafayette geboren. Er hatte drei Geschwister. Der Vater, ein Bücherfreund, galt trotz fehlender Schulbildung als Literat. George und sein Bruder John, zuhause von Büchern umgeben, betätigten sich bereits als Kinder schriftstellerisch und schrieben spaßeshalber für Nachbarskinder. Nachdem die Familie nach Lafayette umgezogen war, besuchte George die High School und 1882 bis 1883 die dortige Purdue University. An genannter Hochschule lernte er den gleichaltrigen humoristischen Autor George Ade kennen. McCutcheon schrieb für die Zeitung Lafayette Daily Courier während des Studiums The Wired End. A Summer Story – eine Folge von knappen Satiren, die Menschen vom Ufer des Wabash River vorstellten. 1889 arbeitete er im Vollzeitjob beim Lafayette Morning Journal als Reporter. 1893 wurde er Herausgeber der Stadtnachrichten beim Lafayette Daily Courier. 
The Ante-Mortem Condition of George Ramor, 1896 im National Magazine gedruckt, war McCutcheons erste veröffentlichte Kurzgeschichte. Seit der Publikation seines ersten Romans Graustark im Jahr 1901 galt er in den Vereinigten Staaten als Schriftsteller. McCutcheon hatte seinen Romanerstling in einem Zug und mit einer durchschnittlichen Geschwindigkeit von tausend Wörtern pro Tag heruntergeschrieben. Ebenfalls 1901 zog McCutcheon nach Chicago, arbeitete fortan unablässig weiter als Autor und veröffentlichte bis 1928 jährlich ein bis drei Romane. Manche der Werke, zum Beispiel The Sherrods (1903), handeln in McCutcheons heimatlichem Indiana. 1906 unternahm McCutcheon seine einzige Europareise. Diese führte ihn in östlicher Richtung bis nach Wien. 1910 zog er von Chicago nach New York City um. 
McCutcheon hatte am 26. September 1904 Marie Van Antwerp Fay geheiratet, die Ehe blieb ohne Nachkommen. Er nahm jedoch seinen Stiefsohn William Pickman Fay als Kind an.
McCutcheon starb am 23. Oktober 1928 plötzlich während eines Mittagessens, veranstaltet vom Dutch Treat Club im Hotel Martinique New York on Broadway. Die letzte Ruhe fand der Romancier auf dem Spring Vale Friedhof in Lafayette.

## Werke (Auswahl)

### Prosa

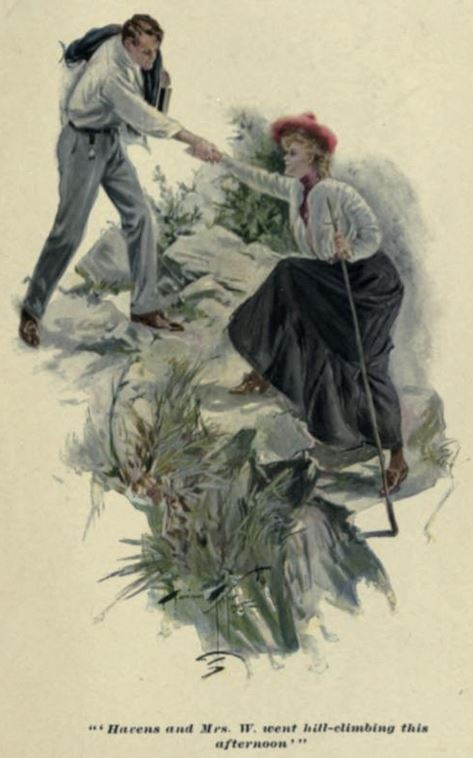
Harrison Fisher: Illustration zur Originalausgabe Der rote Sonnenschirm, 1905

- Graustark-Romane
  - Graustark, the story of a love behind a throne. New York 1901 (Aufl. 1903; 1915 und 1925 verfilmt)
  - Beverly of Graustark. Toronto 1904 (1916 und 1926 verfilmt)
  - Truxton King. New York 1909 (Aufl. 1916; 1923 verfilmt)
  - The Prince of Graustark. New York 1914 (1916 verfilmt)
- Castle Craneycrow. Toronto 1902 (1923 verfilmt: The Prisoner)
- Brewster's millions. Chicago 1902 (Aufl. 1903; 1914, 1921, 1935, 1945 (Hilfe, ich bin Millionär) und 1985 (Zum Teufel mit den Kohlen) verfilmt)
- The Sherrods. Toronto 1903
- The day of the dog. New York 1904
- Nedra. Toronto 1905 (1915 verfilmt)
- The Purple Parasol. New York 1905 (dt. Der rote Sonnenschirm. Novelle. (enthält noch: Blaues Blut und Evelina Wander) Übersetzerin: Frida von Holtzendorff, Illustrator: A. Lewin. Berlin 1914)
- Jane Cable. Toronto 1906
- Cowardice court. New York 1906 (1919 verfilmt)
- The daughter of Anderson Crow. New York 1907
- The flyers. New York 1907
- The husbands of Edith. New York 1908 (1924 verfilmt: Seine Frau – meine Frau)
- The alternative. New York 1909
- The butterfly man. New York 1910 (1920 verfilmt)
- The rose in the ring. New York 1910 (1914 verfilmt: The Circus Man)
- What's-his-name. New York 1911 (verfilmt 1914)
- Mary Midthorne. New York 1911
- Her weight in gold. New York 1912
- A fool and his money. New York 1913 (1920 verfilmt)
- Black is white London 1914 (1920 verfilmt)
- Mr. Bingle. New York 1915 (1922 verfilmt)
- From the housetops. Chicago 1916
- The light that lies. New York 1916
- Green fancy. New York 1917 (1918 verfilmt)
- Shot with crimson. New York 1918
- The city of masks. New York 1918 (1920 verfilmt)
- Sherry. New York 1919 (1920 verfilmt)
- West wind drift. New York 1920
- Anderson Crow, detective. New York 1920
- Quill's window. New York 1921
- Viola Gwyn. New York 1922
- Yollop. New York 1922
- Oliver October. Toronto 1923

### Stücke
- Brood house. A play in four acts. New York 1910